# خیزش ۲۰۰۸ در تبت

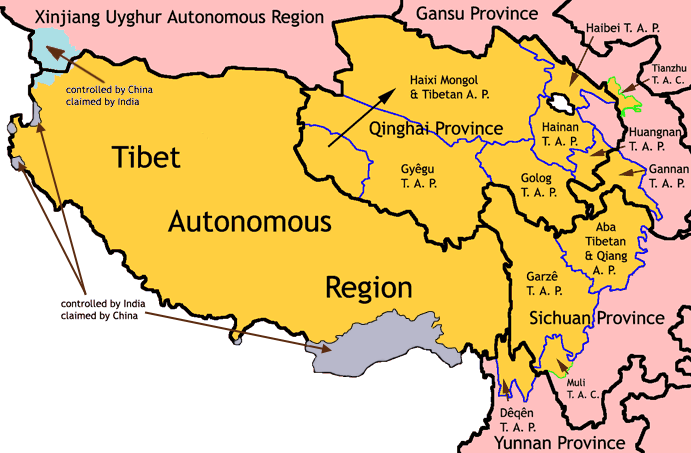
گستره فرهنگی تبت (تبت بزرگ).

نآرامی 2008 تبتی که در رسانه های تبتی به قیام 2008 تبتی نیز گفته می شود ،  مجموعه ای از اعتراضات و تظاهرات در مورد رفتار و آزار و اذیت دولت چین با تبتی ها بود . تظاهرات راهبان و راهبه ها در لهاسا ، پایتخت تبت در 10 مارس به عنوان آغاز تظاهرات تلقی شده است. تظاهرات و تظاهرات متعددی برای بزرگداشت چهل و نهمین سالگرد قیام تبت در سال 1959 ، زمانی که دالایی لاما چهاردهم از تبت فرار کرد ، برگزار شد .  اعتراضات و تظاهرات به طور خود به خود به تعدادی از صومعه ها و در سراسر فلات تبت، از جمله در شهرستان های واقع در خارج از منطقه خودمختار تبت گسترش یافت . 
دستگیری راهبان در صومعه لابرنگ تنش اوضاع را افزایش داد. درگیری بین تبتی‌ها و ساکنان چینی هان و هوی رخ داد که در نتیجه فروشگاه‌ها و ساختمان‌های هان و هوی ویران شدند و تعداد زیادی غیرنظامی چینی زخمی یا کشته شدند. 
استفاده از زور توسط پلیس و نیروهای نظامی چین در جریان ناآرامی ها بحث برانگیز بوده است و برخی از جمله دیده بان حقوق بشر و عفو بین الملل آن را اعمال زور بیش از حد می دانند .  کمپین بین المللی تبت تخمین می زند که در  235 اعتراض از 10 مارس تا پایان اکتبر 2009  داده است  دولت چین گزارش داد که 23 نفر در جریان شورش ها کشته شدند، در حالی که اداره مرکزی تبت ادعا کرد که 203 نفر تنها در عواقب پس از آن کشته شدند،  و دالایی لاما ادعا کرد که در مجموع 400 تبتی کشته شده اند. روزنامه نگاران خارجی در سالگرد قیام اخراج یا مجبور به ترک شدند. عفو بین‌الملل گزارش داد که تا ژوئن 2008، 1000 معترض تبتی «بی خبر» باقی مانده‌اند،  در حالی که اداره مرکزی تبتی از دستگیری 5600 تبتی بین مارس 2008 تا ژانویه 2009 با 1294 مجروح در مدت مشابه گزارش داده است.
تظاهرات در حمایت از تبتی ها در شهرهای آمریکای شمالی و اروپا  و همچنین در پکن , استرالیا ,  هند ,  و نپال برگزار شد .  بسیاری از اعتراضات بین المللی همچنین خواستار تحریم بازی های المپیک پکن شدند . در 24 مارس، مراسم روشن کردن مشعل در یونان توسط فعالان، از جمله برخی از گزارشگران بدون مرز ، مختل شد . در سفارت‌های چین، اعتراض‌ها از پرتاب تخم‌ها و سنگ به سفارت‌ها  تا ورود معترضان به ساختمان و برافراشتن پرچم‌های تبت ، که در سال 1959 توسط دولت چین در تبت غیرقانونی شد، متغیر بود. 
معترضانی که در تبت دستگیر و بازداشت شدند، ادعا کردند که شکنجه شده اند و به آنها گفته شده است که بپذیرند که برای اعتراض از چهاردهمین دالایی لاما پول دریافت کرده اند.  دولت چین اعلام کرد که ناآرامی‌ها با انگیزه جدایی‌طلبی بوده است و دالایی لاما را مسئول سازماندهی آن می‌داند.  دالایی لاما این اتهام را رد کرد و گفت که این وضعیت ناشی از "سرخوردگی و ناامیدی عمیق" در تبت است و از مقامات چینی دعوت کرد تا با شواهد خود به هند بیایند.  نمایندگان دولت چین و دالایی لاما در 4 می و 1 ژوئیه همان سال در مورد سیاست های تبت چین گفتگو کردن